# Adicella cremisa
Adicella cremisa là một loài Trichoptera trong họ Leptoceridae. Chúng phân bố ở miền Cổ bắc.